# William Salmon
Pour les articles homonymes, voir Salmon.
William Salmon (1644-1713) est un médecin empirique anglais, qui se présentait lui-même comme « Professor of Physick » (Professeur de médecine) et un auteur de textes médicaux et botaniques.

## Biographie
William Salmon est né le 2 juin 1644 (selon une inscription sous un portrait dans Ars Anatomica). 
Ses ennemis ont affirmé qu'il reçut sa première éducation d'un charlatan avec qui il voyageait et dont il reprit le fonds de commerce. Ses voyages l'ont conduit jusqu'en Nouvelle-Angleterre.
Salmon se lança à la recherche de patients près de la porte de Smithfield du St Bartholomew's Hospital. Il traitait toutes les maladies, vendait des prescriptions spéciales de sa propre invention, ainsi que des médicaments en général, il établissait des horoscopes et professait l'alchimie.
Il déménagea ensuite à Red Balls à Salisbury Court près de Fleet Street. En 1684, après un court séjour à George Yard, près de Broken Wharf (port de Londres), Salmon se transféra vers Blue Balcony du côté du fossé, près de Holborn Bridge, où il a résidé jusqu'au-delà de 1692. Il assistait habituellement aux réunions d'une nouvelle secte à Leathersellers' Hall.
Salmon accumula une importante bibliothèque, il avait deux microscopes, un ensemble de réglettes de Neper et d'autres instruments mathématiques, des flèches et autres curiosités qu'il rapporta des Antilles, ainsi que quelques peintures hollandaises.
Il est mort en 1713. Son portrait est annexé à son édition de Diemerbroek ainsi qu'à son « Ars Anatomica », publié à titre posthume en 1714. Plusieurs autres portraits gravés sont mentionnés par Bromley, dont un dû à Vandergucht.

## Œuvres
William Salmon publia en 1671 un ouvrage en trois volumes intitulé Synopsis Medicinæ, or a Compendium of Astrological, Galenical, and Chymical Physick. Le premier volume est dédié au Dr Peter Salmon, médecin aisé de l'époque ; le troisième à Thomas Salmon de Hackney, mais l'auteur n'indique aucune relation de parenté avec l'un ou l'autre. Des versets élogieux, dont un de Henry Coley, présentent cet ouvrage comme une combinaison admirable d'Hermès, Hippocrate, Galien et Paracelse. 
Une deuxième édition a été publiée en 1681, suivie d'une réimpression en 1685 et d'une quatrième édition en 1699. 

Hermetis Trismegisti Tractatus Aureus(Le travail d'or d'Hermès Trismégiste) du livre II, Clavis Alchymiæde Medicina Practica, traduit de l'hébreu en arabe puis en grec puis en latin puis en anglais, assemblé et largement commentée par William Salmon. Méthode montrant le traitement des maladies les plus courantes, 1692

Richard Jones du Golden Lion, éditeur sis à Little Britain, qui publia ce livre, édita en 1672 un autre ouvrage de William Salmon, Polygraphice, the Art of Drawing, Engraving, Etching, Limning, Painting, Washing, Varnishing, Colouring, and Dyeing, dédié à Peter Stanley d'Alderley, qui avait peut-être consulté William Salmon professionnellement. Outre les parties techniques de l'art, des indications sont données sur la manière de représenter les passions et les émotions dans l'art du portrait
À la fin, William Salmon vante ses pilules, qui peuvent être obtenues pour trois shillings la boîte et sont bonnes pour toutes les maladies.
En 1681, William Salmon fit paraître une nouvelle édition de son Synopsis par un nouvel éditeur, Thomas Dawks, qui publia aussi son Horæ Mathematicæ en 1679, Doron Medicon en 1683 et Iatrica seu Praxis Medendi en 1681 (réimprimé en 1684).
William Salmon publia un almanach prophétique en 1684, sa première publication dans ce genre, déclarant dans la préface qu'il aimait mieux traiter de médecine que de prophétie. En 1687, il publia, avec Randal Taylor, Select Physical and Chirurgical Observations, et en 1689, avec Edward Brewster, une traduction de l'anatomie de Isbrand van Diemerbroeck d'Utrecht. En 1690, il publia A Discourse against Transubstantiation, sous la forme d'un dialogue entre un protestant et un  papiste.
Son Medicina Practica, with the Claris Alcymiae, (3 vol. Londres, 1692) révèle son objectif dans son sous-titre :

« Practical Physick. Shewing the Method of Curing the most Usual Diseases Happening to Humane bodies. As all Sorts of Aches and Pains, Apoplexies, Agues, Bleeding, Fluxes, Gripings, Wind, Shortness of breath, Diseases of the Breast and Lungs, Abortion, Want of Appetite, Loss of the use of Limbs, Cholick, or Belly-ache, Appositions, Thrushes, Quinsies, Deafness, Bubo's, Cachexis, Stone in the Reins, and Stone in the Bladder... To which is added, The philosophick Works of Hermes Trismegistus, Kalid Persicus, Geber Arabs, Artesius Longævus, Nicholas Flammel, Roger Bacon, et George Ripley. All Translated out of The best Latin Editions, into English... »

Ce vade-mecum combine la médecine avec l'alchimie. Selon Lynn Thorndike, la référence à la tradition alchimique d'Artesius se rapporte à l'Artephius de Roger Bacon qui vécut jusqu'en 1025, et remonte à Al-Tughrai.
Ses cas enregistrés peuvent souvent être reliés à d'autres sources. Il est plausible que, comme William Salmon l'affirme (Iatrica - préface), il ait agi comme copiste d'une autre personne. William Salmon poursuivit avec le Pharmacopeia Londinensis. Or, the New London Dispensatory, (6 vol. Londres, 1696).
En 1696, William Salmon fit paraître également un ouvrage sur la médecine domestique, The Family Dictionary. 
En 1698, il prit part à la controverse du Dispensary (cf. Sir Samuel Garth), dans un Rebuke to the Authors of a Blew Book written on behalf of the Apothecaries and Chirurgians of the City of London. 
En 1699, il publia un traité général de chirurgie, Ars Chirurgica et, en 1700, un Discourse on Water Baptism. En 1707, il publia The Practice of Physick, or Dr Sydenham's « Processus Integri » translated et en 1710 et 1711 deux volumes folio, Botanologia; or the English Herbal, dédié à la reine Anne.
Des parties de la Bibliothèque des Philosophes chimiques(1672) et du Dictionnaire hermétique (1695) lui sont attribuées.
Et outre les ouvrages mentionnés ci-dessus, il écrivit Officina Chymica, Systema Medicinale, Pharmacopœia Bateana, et Phylaxa Medicinæ. La bibliographie de ses œuvres est complexe, car plusieurs ouvrages ont été réimprimés avec des modifications.